# Nezdice na Šumavě
Pour les articles homonymes, voir Nezdice.
Nezdice na Šumavě (jusqu'en 1991 : Nezdice ; en allemand : Nezditz, de 1939 à 1945 : Nestitz) est une commune du district de Klatovy, dans la région de Plzeň, en République tchèque. Sa population s'élevait à 334 habitants en 2021.

## Géographie
Nezdice na Šumavě se trouve à 6 km au nord-est de Kašperské Hory, à 34 km au sud-est de Klatovy à 66 km au sud-sud-est de Plzeň et à 117 km au sud-ouest de Prague.
La commune est limitée par Žihobce au nord, par Strašín à l'est, par Nicov au sud, et par Kašperské Hory et Sušice à l'ouest.

## Histoire
La première mention écrite de la localité date de 1396.

## Administration
La commune se compose de quatre sections :
- Nezdice na Šumavě
- Ostružno
- Pohorsko
- Ždánov

## Galerie

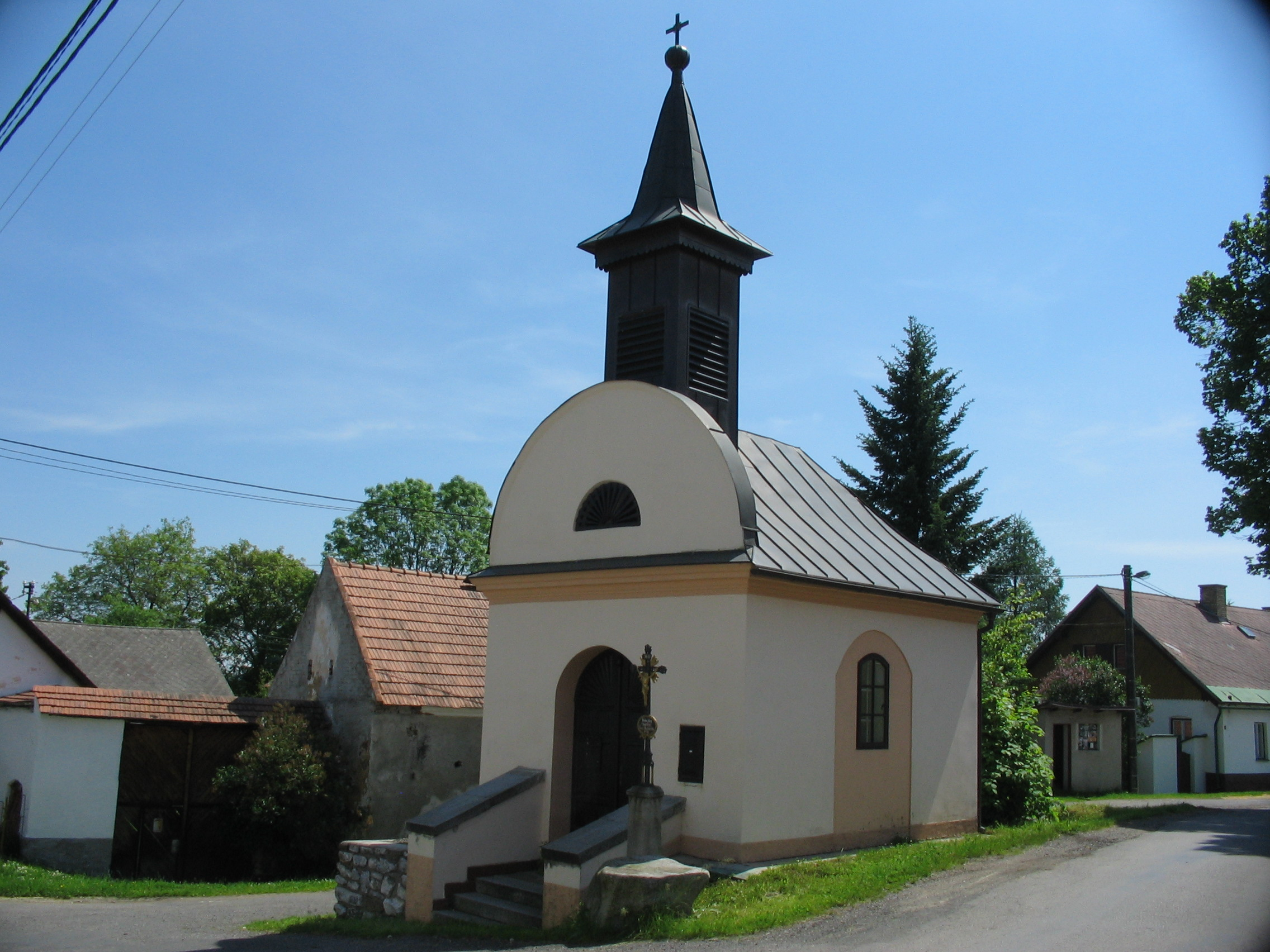
Chapelle à Ostružno.
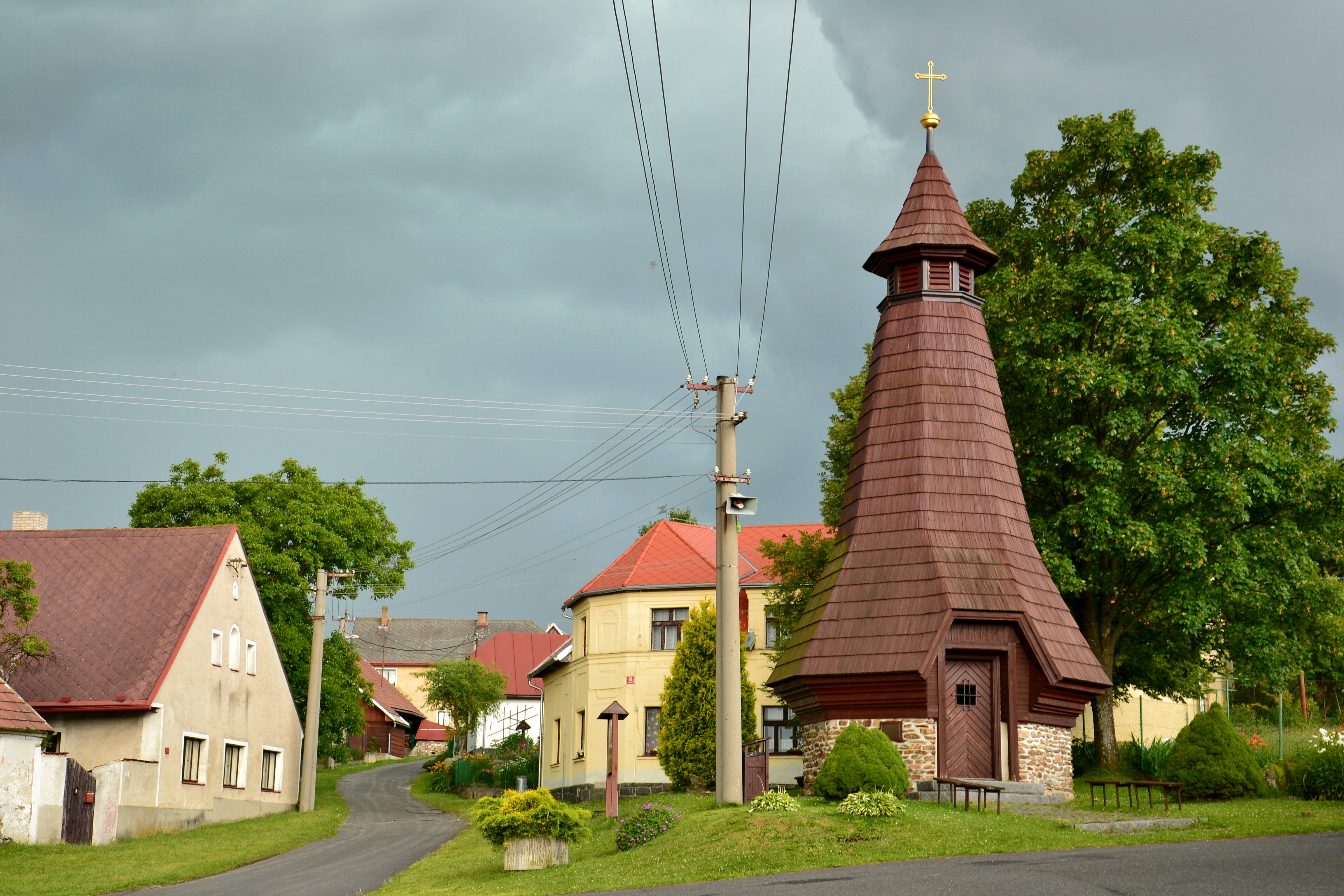
Centre de Pohorsko.

## Transports
Par la route, Nezdice na Šumavě se trouve à 13 km de Sušice, à 43 km de Klatovy, à 85 km de Plzeň et à 141 km de Prague.